# Línea 7/24 (Maldonado)
La línea 7/24 es un servicio de transporte colectivo, de carácter nocturno, del departamento de Maldonado, Uruguay.
Parte de la localidad de San Carlos por agencia, y se dirige a Punta del Este.

## Rutas
El recorrido de ida es único durante todo el año, mientras que el de vuelta cambia dependiendo de la temporada. Durante la mayor parte es más extendido si se lo compara con el verano.

### Ida
Agencia San Carlos, Av. Rocha, 25 de Agosto, Av. Ceberio, Carlos Seijo, Los Talas, Ruta 39, Agencia Maldonado, Av. José Batlle y Ordóñez, Bergalli, Rincón, 3 de Febrero, 18 de Julio, San José, Terminal Maldonado, Av. Acuña de Figueroa, Av. Roosevelt, Av. España, Rbla. Claudio Williman (mansa), Buenos Aires, Av. Roosevelt, Av. Pedragosa Sierra, Av. Italia, Av. Francisco Salazar, Rbla. Lorenzo Batlle (brava), Mesana (24), La Salina (9), 2 de Febrero (10), Capitán Miranda (7).

### Vuelta
Capitán Miranda (7), El Foque (14), Rbla. Gral. Artigas (mansa), El Remanso (20), Rbla. Claudio Williman (mansa), Emilio Sader, Av. Francisco Salazar, Av. Italia, Av. Pedragosa Sierra, Av. Roosevelt, República Argentina, Rbla. Claudio Williman, Av. España, Av. Roosevelt, Explanada Terminal Maldonado, Av. Roosevelt, Av. Camacho, Dodera, Av. Lavalleja, Av. Batlle y Ordóñez, Agencia Maldonado, Ruta 39, Av. Alvariza, Carlos Reyles, Av. Rocha, Agencia San Carlos

### Vuelta (temporada de verano)
Capitán Miranda (7), Rbla. Gral. Artigas (brava), Resalsero (26), Rbla. Gral. Artigas (brava), Av. Francisco Salazar, Av. Italia, Av. Pedragosa Sierra, Av. Roosevelt, República Argentina, Rbla. Claudio Williman, Av. España, Av. Roosevelt, Explanada Terminal Maldonado, Av. Roosevelt, Av. Camacho, Dodera, Av. Lavalleja, Av. Batlle y Ordóñez, Agencia Maldonado, Ruta 39, Av. Alvariza, Carlos Reyles, Av. Rocha, Agencia San Carlos